# Norbert Szabó
Norbert Szabó, né le 10 août 1993 à Sfântu Gheorghe, est un coureur cycliste roumain. Au cours de sa carrière, il participe à des compétitions sur route et sur piste.

## Biographie
Norbert Szabó est un ancien triathlète,. Spécialiste des épreuves de vitesse sur piste, il est devenu champion des Balkans du keirin en 2024,. Son palmarès comprend également une vingtaine de titres de champion de Roumanie. Régulièrement sélectionné en équipe nationale, il a participé aux championnats d'Europe, aux championnats du monde ainsi qu'à diverses manches de la Coupe des Nations. 
En août 2025, il s'impose sur le prologue du Tour de Szeklerland, disputé sur ses terres natales de Sfântu Gheorghe. Il s'agit de sa première victoire acquise sur une épreuve inscrite au calendrier de l'UCI Europe Tour. 

## Palmarès sur route
- 2025
  - Prologue du Tour de Szeklerland

## Palmarès sur piste

### Championnats des Balkans
- 2023
  -  Médaillé d'argent du keirin[6]
  -  Médaillé de bronze de la vitesse par équipes[6]
- 2024
  -  Champion des Balkans du keirin

### Championnats nationaux
- 2018
  -  Champion de Roumanie du kilomètre
  -  Champion de Roumanie du keirin
  -  Champion de Roumanie de vitesse
  -  Champion de Roumanie de vitesse par équipes (avec Carol-Eduard Novak et Lóránt Balázsi)
- 2019
  -  Champion de Roumanie du kilomètre
  -  Champion de Roumanie du keirin
  -  Champion de Roumanie de vitesse
- 2020
  -  Champion de Roumanie du kilomètre
  -  Champion de Roumanie du keirin
  -  Champion de Roumanie de vitesse par équipes (avec Madaras Daniel et Adi Marcu)
  -  Champion de Roumanie de vitesse
  - 2e du championnat de Roumanie de poursuite par équipes